# Burgess Abernethy
Burgess Abernethy (Sydney, 21 febbraio 1987) è un attore australiano. È noto principalmente per aver interpretato il ruolo di Zane Bennett nella serie televisiva H2O. 

## Biografia
Sua madre Rosslyn Mary Abernethy, neozelandese, era una produttrice televisiva e cinematografica, così come suo padre, Brian Burgess. Ha studiato alla  Robina State High School di Robina, Gold Coast. Nel 2012 ha scritto, diretto e prodotto il cortometraggio Quietus, insieme al collega Hari Jago. Abernethy ha anche lavorato come speaker negli spot televisivi di Trading Post, Milo e del Good Start Early Learning Centre. Nel 2018 ha interpretato William di Cambridge nel film televisivo Harry & Meghan.

## Filmografia

### Attore

#### Cinema
- Hildegarde[8]
- Kubla Kahn[8]
- Secrets of Seduction – cortometraggio[8]
- Stuck – cortometraggio[8]
- Grace, regia di Nicole Tanzabel – cortometraggio (2009)
- Mirrors, regia di Burgess Abernethy – cortometraggio (2013)
- In the Middle, regia di Lianne Collinson – cortometraggio (2017)
- Australia Day, regia di Kriv Stenders (2017)

#### Televisione
- BeastMaster – serie TV, episodio 1x11 (2000)
- H2O (H2O: Just Add Water) – serie TV, 49 episodi (2006-2010)
- Home and Away – serie TV, 3 episodi (2007-2008)
- Blue Water High – serie TV, episodio 3x01 (2008)
- All Saints – serie TV, episodio 11x28 (2008)
- Dance Academy – serie TV, episodio 1x19 (2010)
- Crownies – serie TV, episodio 1x07 (2011)
- Peter Allen: Not the Boy Next Door – miniserie TV, 2 puntate (2015)
- Hoges – miniserie TV, episodio 1 (2017) – non accreditato
- Harry & Meghan (Harry & Meghan: A Royal Romance), regia di Menhaj Huda – film TV (2018) – William di Cambridge
- iZombie – serie TV, episodio 4x13 (2018)
- Darby and Joan – serie TV, episodio 1x02 (2022)
- Upright – serie TV, episodio 2x03 (2022)
- Nautilus – serie TV, episodio 1x04 (2024)

### Regista
- Quietus – cortometraggio (2012)
- Mirrors – cortometraggio (2013)

## Doppiatori italiani
Nelle versioni in italiano dei suoi film, Burgess Abernethy è stato doppiato da:
- Francesco Pezzulli in H2O.
- Marco Vivio in Harry & Meghan.